# Křenůvky

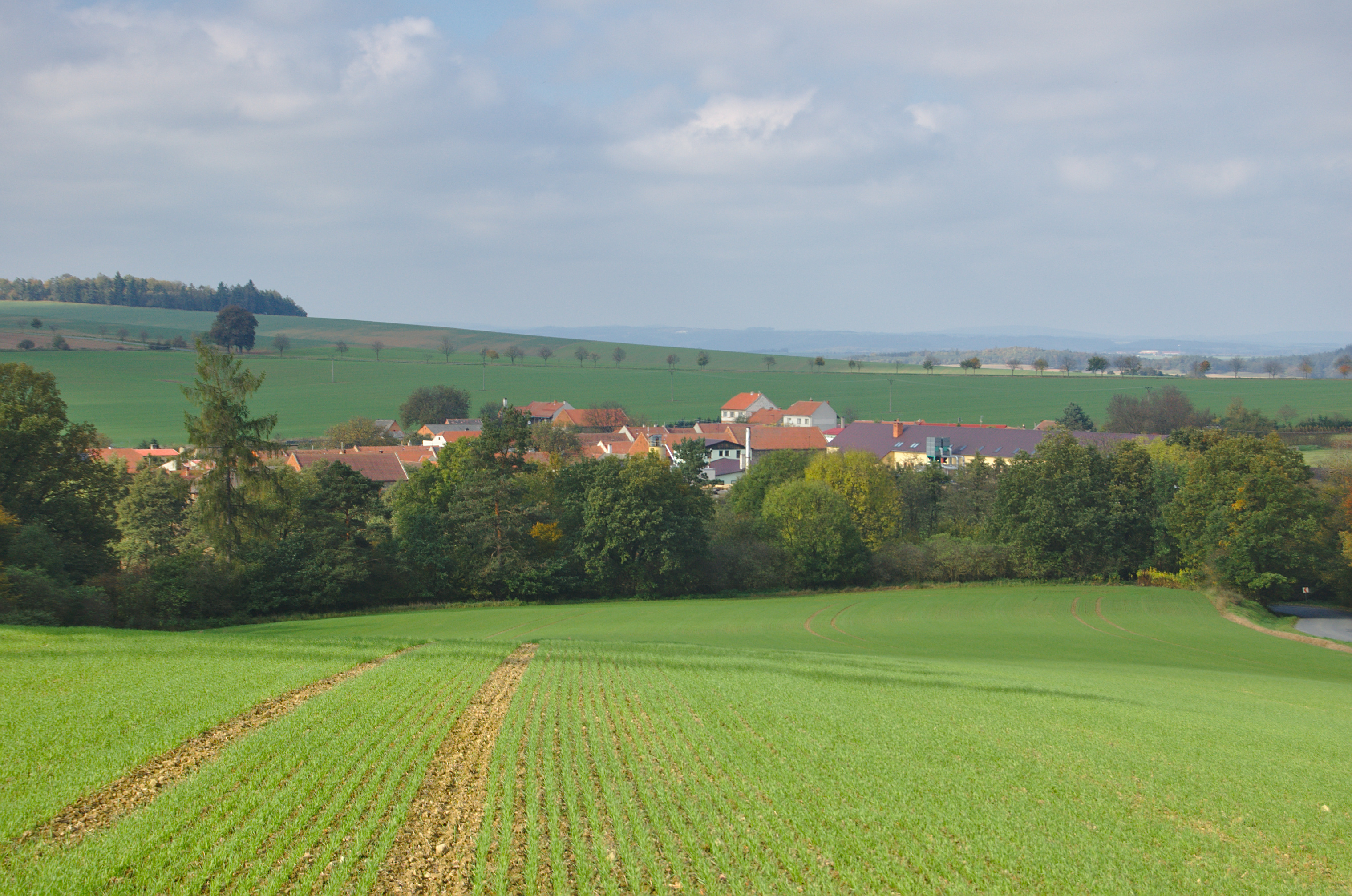
Blick von Süden auf Křenůvky

Křenůvky (deutsch Krzenuwek, 1939–45 Krenfelden) ist ein Ortsteil der Gemeinde Myslejovice in Tschechien. Er liegt neun Kilometer südwestlich des Stadtzentrums von Prostějov und gehört zum Okres Prostějov.

## Geographie
Das Längsangerdorf Křenůvky befindet sich linksseitig des Flüsschens Brodečka an der Einmündung des Baches Křenůvský potok im Drahaner Bergland. Gegen Westen erstrecken sich ausgedehnte Wälder, die zum Truppenübungsplatz Březina gehören. Nordöstlich erhebt sich der Spálený kopec (433 m. n.m.), im Osten der Křenůvský kopec (411 m. n.m.) und der Markovec (398 m. n.m.), südöstlich die Kamenice (385 m. n.m.), im Süden die Křenůvská hora (402 m. n.m.), der Kozák (Kosakenberg; 423 m. n.m.) und der Zámčisko (394 m. n.m.) mit dem Burgstall Myslejovice, südwestlich der Spálený kopec (420 m. n.m.) und die Nivky (458 m. n.m.), im Westen die Zadní bylinka (457 m. n.m.), Přední bylinka (454 m. n.m.) und der Hrubý kopec (462 m. n.m.) sowie nordwestlich die Sednička (396 m. n.m.).
Nachbarorte sind Krumsín und Plumlov im Norden, Stichovice, Mostkovice, Seloutky und Alojzov im Nordosten, Dětkovice im Osten, Vranovice und Vincencov im Südosten, Myslejovice im Süden, Studnice und Odrůvky im Südwesten, Březina und Otinoves im Westen sowie Prostějovičky, Trávníky und Osina im Nordwesten.

## Geschichte
Die erste urkundliche Erwähnung von Křenowice erfolgte im Jahre 1386, als Stephan von Holstein-Wartnow das Dorf zusammen mit dem Gut Dietkowic an die Brüder Myslibor und Mareš von Radowessic veräußerte. Vier Jahre später erwarb Peter von Krawarn das Dorf von Myslibor von Radowessic und schlug es seiner Herrschaft Plumenau zu.
Nachdem mit dem Tode des Georg von Krawarn 1466 das Adelsgeschlecht von Krawarn im Mannesstamme erloschen war, bestimmte 1490 dessen Tochter, Johanna verheiratete von Kunstadt, ihren Schwiegersohn Vratislav von Pernstein zum Erben der Herrschaft Plumenau. Im Jahre 1600 verkauften die Erben des Johann von Pernstein die verschuldete Herrschaft Plumenau an Karl von Liechtenstein; sie wurde damit Teil des großen Majorates des Hauses Liechtenstein.
Im Jahre 1835 bestand das im Olmützer Kreis gelegene Dorf Křenuwek aus 31 Häusern mit 240 mährischsprachigen Einwohnern. Haupterwerbsquelle bildeten die Landwirtschaft und die Forstarbeit. Pfarr- und Schulort war Misliowitz. Am 20. April 1836 erbte Fürst Alois von und zu Liechtenstein die Herrschaft. Bis zur Mitte des 19. Jahrhunderts blieb Křenuwek der Fideikommissherrschaft Plumenau untertänig.
Nach der Aufhebung der Patrimonialherrschaften bildete Křenůvky / Krzenuwek ab 1850 eine Gemeinde im Gerichtsbezirk Plumenau. Ab 1869 gehörte Křenůvky zum Bezirk Proßnitz; zu dieser Zeit hatte das Dorf 233 Einwohner und bestand aus 40 Häusern. Im Jahre 1900 lebten in Křenůvky 240 Personen; 1910 waren es ebenso viele. Auf dem Dach eines Privathauses befand sich der Glockenturm mit zwei Glocken aus den Jahren 1739 und 1843; die ältere trug die Inschrift Hawel Kaniak Krzenuwki anno 1739, die andere A Leopoldo Franscisco Stanke Olomoucii refusa 1843. Nach dem Ersten Weltkrieg zerfiel der Vielvölkerstaat Österreich-Ungarn, das Dorf wurde 1918 Teil der neu gebildeten Tschechoslowakischen Republik. Beim Zensus von 1921 lebten in den 53 Häusern von Křenůvky 243 Tschechen. 1930 bestand Křenůvky aus 58 Häusern und hatte 277 Einwohner. Von 1939 bis 1945 gehörte Křenůvky zum Protektorat Böhmen und Mähren; in dieser Zeit erhielt die Gemeinde den germanisierten deutschen Namen Krenfelden. Während der deutschen Besetzung erfolgte 1940 der Beschluss zur Erweiterung des Schießplatzes Wischau zu einem großen Truppenübungsplatz der Wehrmacht. Von der Errichtung des Truppenübungsplatzes Wischau war Křenůvky / Krenfelden nicht direkt betroffen. Die Dorfglocken gingen während der beiden Weltkriege als Kriegsmetall verloren. Im Jahre 1950 hatte Křenůvky 256 Einwohner. Zum 1. Mai 1951 wurden die ausgedehnten Wälder westlich und südlich von Křenůvky Teil des neuen Truppenübungsplatzes Březina. Im Jahre 1961 erfolgte die Eingemeindung nach Myslejovice. Beim Zensus von 2001 lebten in den 74 Häusern von Křenůvky 149 Personen. Im Zuge der Verkleinerung des Truppenübungsplatzes wurde Křenůvky zum 1. Januar 2015 geringfügig um den Katastralbezirk Ostatky u Křenůvek erweitert.

## Ortsgliederung
Der Ortsteil Křenůvky umfasst die Katastralbezirke Křenůvky (194 ha) und Ostatky u Křenůvek (1 ha).

## Sehenswürdigkeiten
- Hölzerner Glockenturm, auf dem Dach des Spritzenhauses. Er wurde neu errichtet, weil das Gestühl des auf einem Privathaus befindlichen historische Glockenturmes nicht mehr zum Einhängen einer Glocke taugte. Anfang Juni 2016 erfolgte die feierliche Weihe der neuen Glocke „Martin“.[3]
- Marterl, an der Kreuzung nördlich des Dorfes, errichtet Ende des 18. Jahrhunderts
- Gedenkstein für die Gefallenen des Ersten Weltkrieges, auf dem Dorfanger